# Mictochroa
Mictochroa là một chi bướm đêm thuộc họ Noctuidae.

## Loài
- Mictochroa albirena Druce, 1909
- Mictochroa ambigua Schaus, 1911
- Mictochroa angularis Schaus, 1904
- Mictochroa caterva Schaus, 1904
- Mictochroa caulea Schaus, 1929
- Mictochroa costiplaga Jones, 1915
- Mictochroa dolens Schaus, 1911
- Mictochroa farona Schaus, 1904
- Mictochroa fasciata Jones, 1915
- Mictochroa harmonica Druce, 1909
- Mictochroa indigna Dyar, [1927]
- Mictochroa octosema Dognin, 1914
- Mictochroa pallidula Jones, 1921
- Mictochroa parigana Schaus, 1904
- Mictochroa paulata Jones, 1921
- Mictochroa pyrostrota Dognin, 1914
- Mictochroa rectilinea Jones, 1915
- Mictochroa renata Jones, 1915
- Mictochroa rhodostrota Dognin, 1914
- Mictochroa selinitis Dyar, 1912
- Mictochroa thermoptera Druce, 1909
- Mictochroa triangularis Schaus, 1904
- Mictochroa zonella Druce, 1889